# Михайлів Роман Романович
Михайлів Роман Романович (нар. 30 січня 2003 року) — український футболіст, півзахисник клубу «Фенікс» (Підмонастир). Має досвід виступів у Прем'єр-лізі за ФК «Львів».

## Кар'єра
Народився у Львові. Є вихованцем ФК «Львів» та львівських «Карпат».
Грав за ФК «Львів» у молодіжному чемпіонаті України. У жовтні 2020 року перейшов до київського «Динамо». Майже за рік він повернувся до «Львова» як орендований гравець. 
Дебютував в Українській Прем'єр-лізі, вийшовши на заміну, 20 листопада 2021 року у переможному для його команди матчі проти луганської «Зорі».
28 липня 2023 року перейшов до львівського «Руху». В осінній частині сезону 2023/24 виступав за друголіговий «Рух-2». Взимку 2023/24 «Рух» відзаявив Михайліва.
З весни 2024 виступає за аматорський клуб «Фенікс» (Підмонастир).